# Арктит
Аркти́т (от греч. ἀρκτικός — «находящийся под созвездием Большой Медведицы», «северный») — бесцветный минерал из класса фосфатов.
Впервые найден в керне скважины вблизи реки Вуоннемйок в Хибинском щелочном массиве, что на Кольском полуострове в России.
Зерно арктита насыщено вкраплениями родонита, виллиомита, тенардита, эгирина и умбита. Несмотря на это, минерал прозрачен, с характерным стекловидным блеском.
Встречается в виде вкраплений в натролите.